# Tajemnice początków Polski
Tajemnice początków Polski – seria polskich fabularyzowanych filmów dokumentalnych o początkach Polski, zrealizowanych przez Zdzisława Cozaca dla Telewizji Polskiej w latach 2012-2022.

## Powstanie i nagrody
Cykl dokumentalny obejmuje siedem filmów powstałych w latach 2012-2022. Jest to autorski projekt Zdzisława Cozaca, reżysera i scenarzysty, któremu przy pracy nad poszczególnymi filmami towarzyszyli m.in. Marek Skrzecz - montażysta i grafik komputerowy; Stanisław Plewa, Mariusz Gala i Paweł Załuska - operatorzy kamer, Maciej Kaliński - operator dźwięku oraz lektorzy: Maciej Gudowski, Henryk Talar i Janusz Szydłowski. 
Pierwsza część cyklu - Wyspa władców - o dziejach Ostrowa Lednickiego, jednego z naczelnych grodów państwa Pierwszych Piastów, została uhonorowana w 2013 r. podczas Międzynarodowego Festiwalu Filmów Archeologicznych w Irunie (Hiszpania) Nagrodą Arkeolan. Film otrzymał też statuetkę Złotego Kopernika na organizowanym w Warszawie Festiwalu Filmów Edukacyjnych "Edukino". Za animację i efekty specjalne nagrodzono Wyspę władców wyróżnieniem honorowym na festiwalu filmów i multimediów związanych z archeologią w Eugene (USA). Film został też wyróżniony na Polonijnym Festiwalu Multimedialnym "Polskie ojczyzny" w Częstochowie, otrzymując Nagrodę Specjalną prof. Wiesława Wysockiego.
Druga część cyklu pt. Miasto zatopionych bogów - o badaniach archeologicznych wczesnośredniowiecznego Wolina, uzyskała Nagrodę dla najlepszego filmu dokumentalnego na Zamojskim Festiwalu Filmowym "Spotkania z Historią" w 2014 r. W tym samym roku film uczestniczył w festiwalu Film, Art & Tourism Festival w Warszawie, gdzie uzyskał nagrody w następujących kategoriach: Nagroda dla najlepszego dokumentu historycznego w konkursie międzynarodowym, Grand Prix dla najlepszego filmu polskiego, Najlepszy dokument w konkursie polskim, Nagroda za najlepszy scenariusz, Nagroda za najlepsze zdjęcia (osobno dla Zdzisława Cozaca, Mariusza Gali, Grzegorza Jóźwiaka). ".
Trzecia część cyklu Ukryte gniazdo dynastii, o najstarszych dziejach Kalisza, nagrodzona została w 2015 r. Brązową szablą na Międzynarodowym Festiwalu Filmów Historycznych i Wojskowych w Warszawie, Złotym Kopernikiem na Festiwalu Filmów Edukacyjnych "Edukino" w Warszawie oraz nagrodą Tourist Owl (dla najlepszego dokumentu, który może służyć nauce) na festiwalu Film, Art & Tourism w Warszawie.
Czwarta część cyklu o Chrzcie Polski, zatytułowana Krzyż i korona nagrodzona została w 2016, m.in. Złotą Szablą na Międzynarodowym Festiwalu Filmów Historycznych i Wojskowych w Warszawie oraz Grand Prix warszawskiego Festiwalu Polonijnego "Losy Polaków". Film uhonorowano także na Międzynarodowym Katolickim Festiwal Filmów i Multimediów w Niepokalanowie (II Nagroda w kategorii dokumentów fabularyzowanych).
Piąta część cyklu pt. Droga do królestwa, ukazująca zdobycze terytorialne Mieszka I, otrzymała I nagrodę na Festiwalu Cywilizacji i Sztuki Mediów "MediaTravel" w Łodzi w 2018 oraz statuetkę Złotego Kopernika na Festiwalu Filmów Edukacyjnych "Edukino" w Warszawie w 2018 r.  
Szósta część cyklu zatytułowana Z otchłani pradziejów , o tym co działo się na ziemiach dzisiejszej Polski przed 966 r., zdobyła Nagrodę "Zamość - Perła Renesansu" dla najlepszego filmu dokumentalnego na Zamojskim Festiwalu Filmowym "Spotkania z historią" w 2020 r. oraz Złotego Kopernika na Festiwalu Filmów Edukacyjnych "Edukino" 2021. Film został też uznany za Najważniejsze wydarzenie 2020 w konkursie magazynu "Archeologia Żywa". 
W kolejnym filmie cyklu pt. Od Popiela do Piasta, zrealizowanym w 2022 r., reżyser konfrontuje legendę dynastyczną przekazaną przez Galla Anonima z najnowszymi badaniami naukowymi. Film był nominowany do nagrody magazynu "Archeologia Żywa" w kategorii "Archeologiczne sensacje". 

## Części cyklu
| Rok produkcji | Film                     | Konsultacja naukowa                    | Czas trwania | Dotyczy osób                                                                                    | Dotyczy miejsc           |
| ------------- | ------------------------ | -------------------------------------- | ------------ | ----------------------------------------------------------------------------------------------- | ------------------------ |
| 2012          | Wyspa władców            | Zofia Kurnatowska, Andrzej Marek Wyrwa | 45 min       | Mieszko I, Bolesław Chrobry, Otton III, Brzetysław I                                            | Ostrów Lednicki          |
| 2013          | Miasto zatopionych bogów | Przemysław Urbańczyk                   | 44 min       | Słowianie, wikingowie, Mieszko I, Bolesław Chrobry, Harald Sinozęby                             | Wolin                    |
| 2014          | Ukryte gniazdo dynastii  | Henryk Samsonowicz                     | 44 min       | Mieszko I, Bolesław Chrobry, Mieszko III Stary, Zbigniew, Bolesław Krzywousty, Henryk I Brodaty | Giecz, Kalisz            |
| 2016          | Krzyż i korona           | Henryk Samsonowicz,                    | 53 min       | Mieszko I, Bolesław Chrobry                                                                     | Gniezno, Ostrów Lednicki |
| 2018          | Droga do królestwa       | Andrzej Buko, Jerzy Strzelczyk         | 52 min       | Mieszko I, Bolesław Chrobry                                                                     | Kraków                   |
| 2019          | Z otchłani pradziejów    | Jerzy Strzelczyk                       | 63 min       | Słowianie, Goci, Celtowie                                                                       | obszar Polski            |
| 2022          | Od Popiela do Piasta     | Błażej Stanisławski                    | 59 min       | Popiel, Siemowit, Lestek, Siemomysł, Mieszko I                                                  | Gniezno, Kalisz          |